# Bang Hyun-seok
Bang Hyeon-seok (Ulsan, 3 de octubre de 1961) es un escritor surcoreano.

## Biografía
Bang Hyun-seok nació en 1961 en Ulsan, Corea, y fue presidente de la Sociedad de Jóvenes Escritores para Comprender Vietnam, y sigue dedicando mucho de su energía creativa a explorar el problemático pasado de Vietnam. Debutó en 1998 con "El primer paso hacia adelante".

## Obra
Su primer relato "El primer paso adelante" trata sobre trabajadores de fábricas y su lucha por salvar el sindicato. Después de su debut continuó escribiendo ficción obrera. Trabajó en una fábrica como operario durante los años ochenta y noventa, y escribe sobre las dificultades de los trabajadores en la sociedad postcapitalista con una compasión y un conocimiento adquiridos de primera mano. 
"Pase lo que pase, la literatura es vida y nada más", declaró una vez, "y el apoyo de mi vida seguirá siendo la literatura. Juro que seguiré escribiendo sobre el mundo que sueño, de la forma y con el estilo que deseo". Después de mediados de los noventa publicó varias obras que retratan el oscuro periodo de la dictadura militar. Por diez años se centra en la dictadura Yusin bajo Park Chung Hee y Tu lado izquierdo es un retrato de la dictadura bajo Chun Doo Hwan, que consiguió el poder a través de la violenta represión del Levantamiento Democrático del 18 de mayo de Gwanju.
Sin embargo, su obra no se reduce solo a los temas históricos. Una forma de existencia es un intento de encontrar "una solución a través de la literatura" a la problemática relación entre Vietnam y Corea, ocasionada por la participación de Corea en la Guerra de Vietnam, e ilumina no solo el pasado, sino también el presente y el futuro de la relación de los dos países.

## Obras en coreano (lista parcial)
Recopilación de relatos cortos
- La casa que abre el mañana (Naeil-eul Yeoneun Jip, 1991)
- Tiempo de comer langostas (Lobster-reul Meoknun Sigan, 2003)

Novelas
- Por diez años (Sip-nyeon-gan, 1995)
- Tu lado izquierdo (Dangsin-ui Oenpyeon, 2000)

Colecciones de ensayos
- Bella resistencia (Aremdaun Jeohang, 1999)
- Una estrella surge en Hanói (Hanoi-e Byeol-i Teuda, 2002)